# Axinella arborescens
Axinella arborescens är en svampdjursart som beskrevs av Ridley och Arthur Dendy 1886. Axinella arborescens ingår i släktet Axinella och familjen Axinellidae.
Artens utbredningsområde är havet kring Australien. Inga underarter finns listade i Catalogue of Life.